# Захоплення заручників у Луцьку
Захоплення заручників у Луцьку — терористичний акт у Луцьку, що стався 21 липня 2020 року. На Театральному майдані особа, встановлена як Максим Кривош, захопила автобус БАЗ-А079 із 13 пасажирами і забарикадувалась у ньому. Закінчився звільненням заручників та арештом Кривоша.

## Розвиток подій

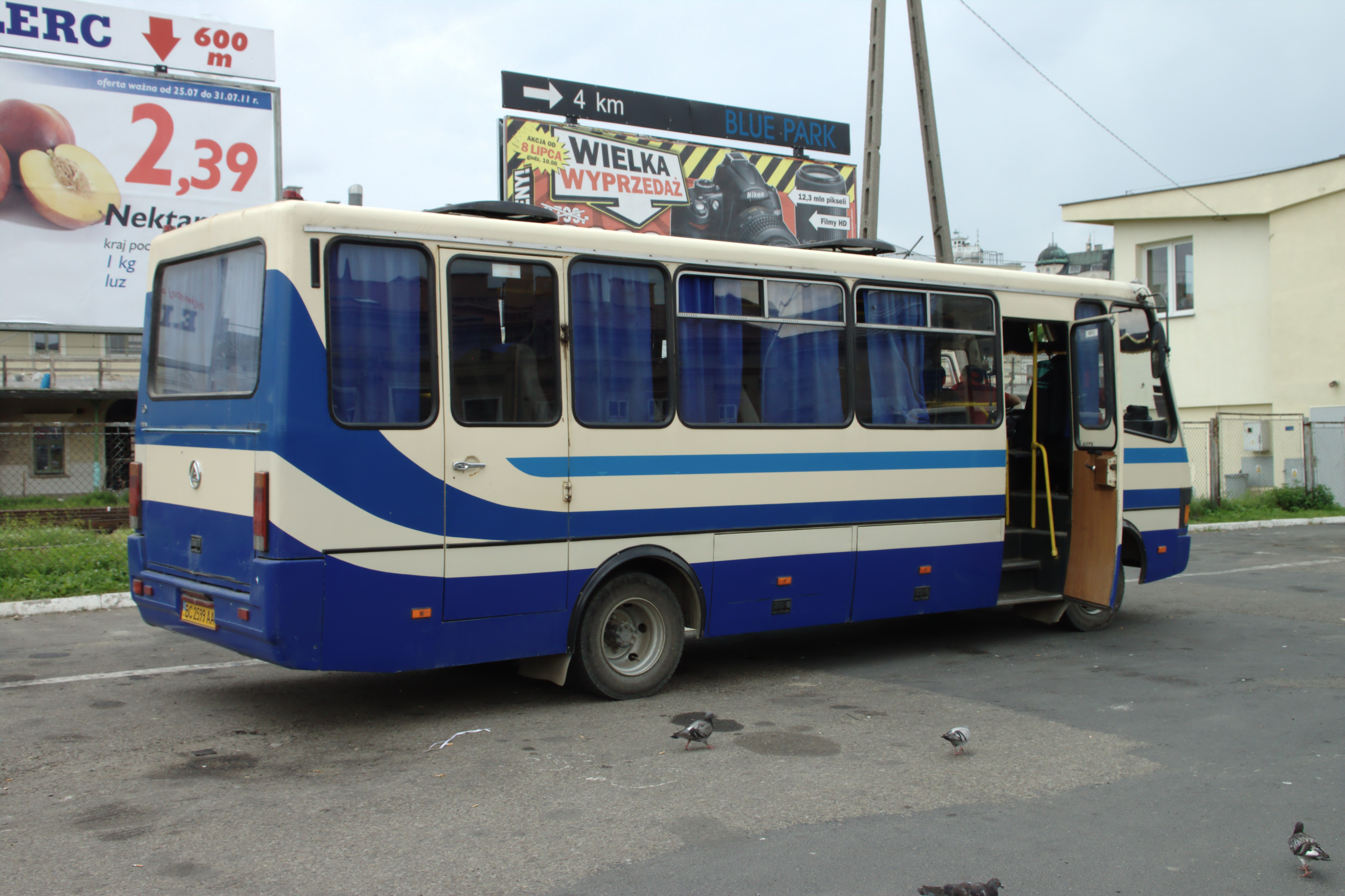
Автобус БАЗ-А079

### До захоплення
Перед захопленням автобуса Максим Кривош написав у Twitter, що «держава — це перший терорист», і зажадав від перших осіб держави, а саме Авакова, Порошенка, Ахметова, Коломойського, Пінчука, Медведчука, а також від голів судів, Вищої ради правосуддя, генерального прокурора, міністра юстиції, голови Державної пенітенціарної служби Міністерства юстиції, Прем'єр-міністра, Верховної ради, Міністра оборони, Голови Служби безпеки і глав церков розмістити в соціальних мережах відеозвернення із зазначенням імені, посади і заявою, що вони — терористи в законі. Крім того, він вимагав від президента Зеленського опублікувати заклик до всіх подивитися фільм «Земляни» (2005) про проблеми експлуатації тварин людьми.

### Захоплення автобуса
Кривош захопив автобус, що їхав з Краснилівки до Берестечка через Луцьк. Чоловік мав наплічник і дорожню сумку. Захоплений автобус зупинився на Театральному майдані біля пам'ятника Лесі Українці. За словами заступника міністра МВС Антона Геращенка, терорист подзвонив до поліції о 9:25 того ж дня й представився «Максимом Плохим», заявивши, що він має вибухівку.
Через захоплення автобуса центр міста було перекрито. Поліція почала операцію «Заручник», а СБУ ввела план «Бумеранг». Слідчі НПУ Волинської області кваліфікували захоплення автобуса за статтею 147 КК України (захоплення заручників). За даними поліції, в автобусі перебувало близько 20 осіб, проте згодом підтвердили, що їх було 13.
До Луцька виїхав міністр МВС Аваков. Президент Зеленський заявив, що «тримає ситуацію під контролем» і намагається розв'язати кризу без жертв.
Журналіст Юрій Бутусов повідомив, що терорист дзвонив йому, вимагаючи, щоб до автобуса прибули журналісти.
За попередньою інформацією, Кривош здійснив кілька пострілів в бік поліціянтів та кинув у них гранату, яка не вибухнула. Згодом поруч з автобусом пролунали три вибухи, обстрілу зазнало міське відділення поліції.
Наталя Боса, одна з заручниць автобуса, після звільнення розповіла, що Кривош добре ставився до заручників, привітав їх з «днем антисистеми», а до туалету пропонував ходити у відро.
До 19:00 терорист дозволив передати заручникам воду. Це зробив генерал Євген Коваль.
Перед звільненням заручників Максим Кривош вибачився перед ними.
Пізніше заступник голови Офісу Президента Кирило Тимошенко заявив, що Кривош весь час знаходився під прицілом щонайменше 20 снайперів.

### Перемовини
До 21:00 Зеленський поговорив із терористом телефоном приблизно 10 хвилин, після чого той звільнив трьох заручників. Зеленський також виконав вимогу терориста, записавши ролик з текстом: «Фільм „Земляни“ 2005 року, дивитись усім», який він виголосив російською мовою. Пізніше це відео було вилучено.

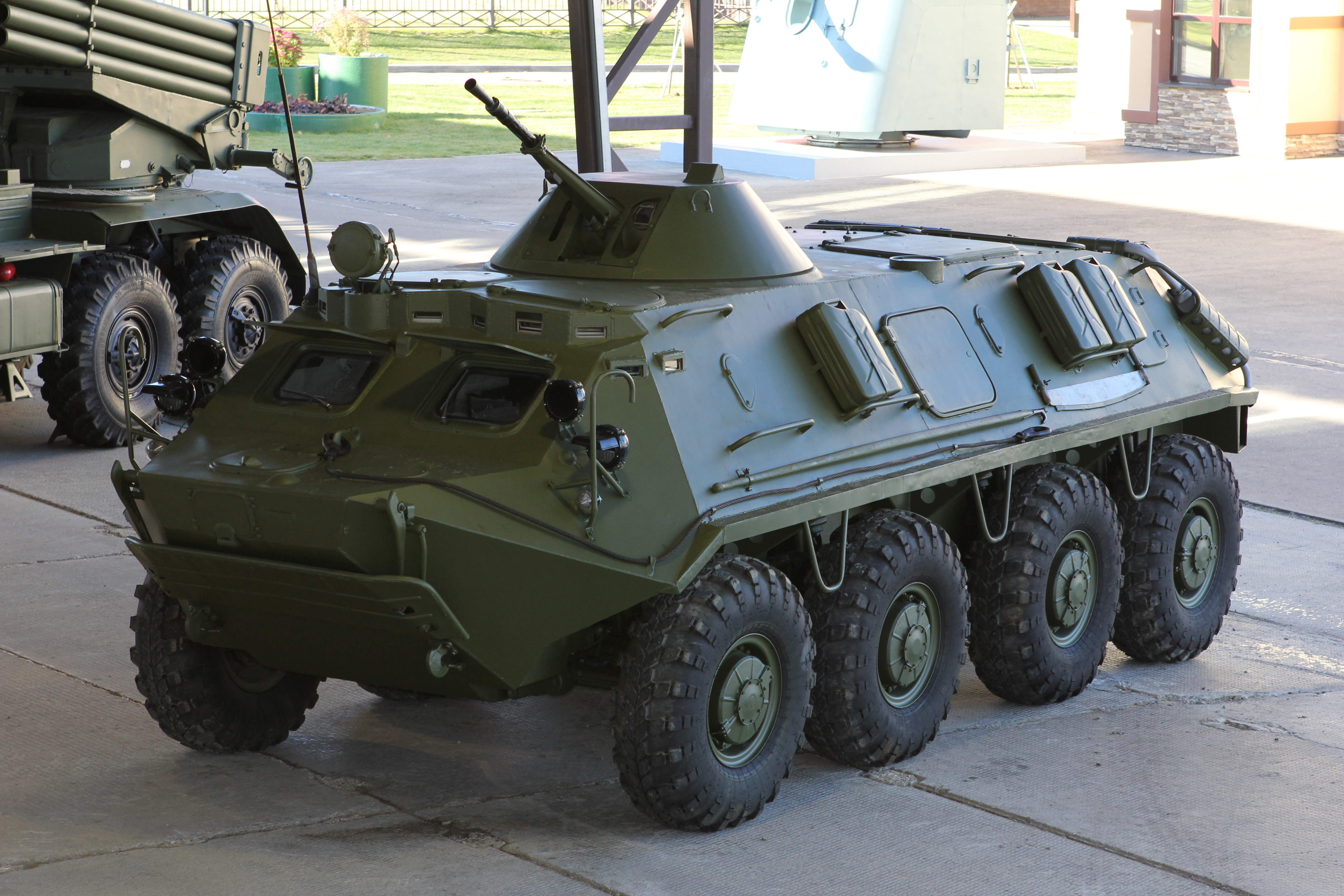
В операції зі звільнення заручників брав участь БТР-60 Національної гвардії України

Приблизно о 21:46 Кривош вийшов з автобуса з розведеними руками й близько хвилини чекав, поки його затримають. Згодом до нього підійшли троє і надягли кайданки без опору з боку Максима. Після цього спецпризначенці почали штурм автобуса з використанням бронетранспортера й світло-шумових гранат. Усі заручники були звільнені, а Кривоша було затримано. Заступник міністра МВС Геращенко пояснив, що штурм провели, бо поліціянтам не було відомо, чи буде затриманий Кривош вчиняти інші дії.

### Наслідки
Аваков повідомив, що в Харкові було затримано спільника терориста.
У ніч на 22 липня на місці події почали працювати криміналісти. Як повідомляв The Guardian, Аваков назвав фільм «Земляни» хорошим, але заради нього «не варто було влаштовувати весь цей жах».
24 липня в Харкові суд взяв під варту можливого спільника Кривоша, Дмитра Михайленка. Його було заарештовано терміном на два місяці із заставою розміром 175 тис. грн.
Після події Національна поліція України посилила заходи безпеки в 9 західних областях України (у Вінницькій, Житомирській, Закарпатській, Івано-Франківській, Львівській, Рівненській, Тернопільській, Хмельницькій та Чернівецькій) та Києві.

## Розслідування і покарання
Після арешту терориста його звинуватили за чотирма статтями ККУ: захоплення заручників, незаконне поводження зі зброєю, замах на життя працівника правоохоронних органів, терористичний акт.

### Нападник
Нападник — 44-річний Максим Степанович Кривош. Народився 6 листопада 1975 року в місті Гай Оренбурзької області РРФСР. Батько, Степан Максимович Кривош, доцент політеху, автор патенту на виготовлення колектора електричної машини і методу загартування кільцеподібних деталей. Мати загинула у 2013 році в автокатастрофі. Максим має брата Богдана, 2005 року у Максима народився син.
Був двічі засуджений. Початково 21 липня в поліції повідомляли, що нападник перебував на психіатричному лікуванні. Міністр МВС Аваков заперечив цю інформацію.
2014 року опублікував у видавництві «ВолиньПоліграф» російською мовою книгу «Філософія злочинця», де описав своє перебування в ув'язненні. Тираж книги склав 400 примірників.
Згодом Кривош заявив, що спочатку планував захопити луцький Кафедральний собор Святої Трійці ПЦУ.
Судово-психіатрична експертиза показала, що Максим Кривош осудний. Луцький міськрайонний суд 26 вересня 2022 року призначив йому покарання у вигляді 13 років позбавлення волі з конфіскацією майна. Вину він не визнав, але від апеляції відмовився. Покарання відбуває в Городищенській виправній колонії № 96 на Рівненщині, у секторі максимального рівня безпеки.

## Реакція

### В Україні

#### Критика дій спецслужб і влади
Дії СБУ під час інциденту були розкритиковані за некомпетентність, зокрема за допущення ситуації перемовин терориста з президентом України Зеленським.

#### Версія про інсценування
Юрист-кримінолог Анна Маляр не відкидає можливості, що захоплення заручників у Луцьку могло бути інсценоване.

### Зовнішня
- Представники Посольства США в Україні привітали звільнення заручників[53].
- Американський підприємець Ілон Маск відреагував на події у Луцьку своїм постом у Твіттері: «Черговий день у 2020 році». Цим він хотів сказати, що 2020 рік приносить тільки погані новини.[54].
- Автори фільму «Земляни» відреагували на події в Луцьку, заявивши, що не схвалюють терор[55].